# Мів Лікі
Мів Лікі (англ. Meave G Leakey), до шлюбу Еппс (англ. Meave Epps), нар.28 липня 1942, Лондон) — британська та кенійська археолог та палеоантрополог, доктор зоології.

## Біографія
По закінченні у 1965 році університету Північного Вельсу у м. Бангор, де вивчала зоологію, два роки працювала у Центрі приматів Тигоні, куди її запросив Луїс Лікі. Займалась вивченням морфології передніх кінцівок мавп Східної Африки.
1968 року здобула докторський ступінь із зоології в Бангорському університеті Уельсу.
Наступного року повернулась до Тигони, куди її запросив Річард Лікі. Працювала в його загоні в районі озера Туркана.
У 1989 Мів Лікі стала керівницею експедиції з пошуків залишків давньої людини після того, як Річард Лікі очолив Службу живої природи Кенії. Ця робота стала постійною у 1993 році, коли чоловік втратив обидві ноги в авіакатастрофі.
У середині 1990-х стала керівницею відділу палеонтології в Національному музеї Кенії.
У 1995 році Лікі виявила залишки Australopithecus anamensis, що датується у 4,1 млн років тому. Ця знахідка відсунула датування час появи австралопітеків та прямоходіння ще на пів мільйона років. Крім того, під її керівництвом були знайдені череп та фрагментована щелепа на озері Туркана (Кенія), що отримали від Лікі назву Kenyanthropus platyops, датуються 3,5 млн. років тому та належать гілці ранніх гомінідів.

## Сім'я
У 1970 році Мів Еппс одружилася з Річардом Лікі. У шлюбі народила двох дочок — Луїзу (1972), яка стала палеоантрополоинею, та Саміру (1974).

### Родина Лікі
|  |  | Фріда Аверн | Фріда Аверн | Фріда Аверн | Фріда Аверн | Фріда Аверн | Фріда Аверн |  |  | Луїс Лікі | Луїс Лікі | Луїс Лікі | Луїс Лікі | Луїс Лікі  | Луїс Лікі  |            |            | Мері Нікол  | Мері Нікол  | Мері Нікол  | Мері Нікол  | Мері Нікол         | Мері Нікол         |                    |                    |                    |                    |                  |                  |                  |                  |  |  |               |               |               |               |               |               |  |  |            |            |            |            |            |            |  |  |
|  |  | Фріда Аверн | Фріда Аверн | Фріда Аверн | Фріда Аверн | Фріда Аверн | Фріда Аверн |  |  | Луїс Лікі | Луїс Лікі | Луїс Лікі | Луїс Лікі | Луїс Лікі  | Луїс Лікі  |            |            | Мері Нікол  | Мері Нікол  | Мері Нікол  | Мері Нікол  | Мері Нікол         | Мері Нікол         |                    |                    |                    |                    |                  |                  |                  |                  |  |  |               |               |               |               |               |               |  |  |            |            |            |            |            |            |  |  |
|  |  |             |             |             |             |             |             |  |  |           |           |           |           |            |            |            |            |             |             |             |             |                    |                    |                    |                    |                    |                    |                  |                  |                  |                  |  |  |               |               |               |               |               |               |  |  |            |            |            |            |            |            |  |  |
|  |  |             |             |             |             |             |             |  |  |           |           |           |           |            |            |            |            |             |             |             |             |                    |                    |                    |                    |                    |                    |                  |                  |                  |                  |  |  |               |               |               |               |               |               |  |  |            |            |            |            |            |            |  |  |
|  |  | Колін Лікі  | Колін Лікі  | Колін Лікі  | Колін Лікі  | Колін Лікі  | Колін Лікі  |  |  | Мів Еппс  | Мів Еппс  | Мів Еппс  | Мів Еппс  | Мів Еппс   | Мів Еппс   |            |            | Річард Лікі | Річард Лікі | Річард Лікі | Річард Лікі | Річард Лікі        | Річард Лікі        |                    |                    | Маргарет Кроппер   | Маргарет Кроппер   | Маргарет Кроппер | Маргарет Кроппер | Маргарет Кроппер | Маргарет Кроппер |  |  | Джонатан Лікі | Джонатан Лікі | Джонатан Лікі | Джонатан Лікі | Джонатан Лікі | Джонатан Лікі |  |  | Філіп Лікі | Філіп Лікі | Філіп Лікі | Філіп Лікі | Філіп Лікі | Філіп Лікі |  |  |
|  |  | Колін Лікі  | Колін Лікі  | Колін Лікі  | Колін Лікі  | Колін Лікі  | Колін Лікі  |  |  | Мів Еппс  | Мів Еппс  | Мів Еппс  | Мів Еппс  | Мів Еппс   | Мів Еппс   |            |            | Річард Лікі | Річард Лікі | Річард Лікі | Річард Лікі | Річард Лікі        | Річард Лікі        |                    |                    | Маргарет Кроппер   | Маргарет Кроппер   | Маргарет Кроппер | Маргарет Кроппер | Маргарет Кроппер | Маргарет Кроппер |  |  | Джонатан Лікі | Джонатан Лікі | Джонатан Лікі | Джонатан Лікі | Джонатан Лікі | Джонатан Лікі |  |  | Філіп Лікі | Філіп Лікі | Філіп Лікі | Філіп Лікі | Філіп Лікі | Філіп Лікі |  |  |
|  |  |             |             |             |             |             |             |  |  |           |           |           |           |            |            |            |            |             |             |             |             |                    |                    |                    |                    |                    |                    |                  |                  |                  |                  |  |  |               |               |               |               |               |               |  |  |            |            |            |            |            |            |  |  |
|  |  |             |             |             |             |             |             |  |  |           |           |           |           | Луїза Лікі | Луїза Лікі | Луїза Лікі | Луїза Лікі | Луїза Лікі  | Луїза Лікі  |             |             | Еммануель де Мерод | Еммануель де Мерод | Еммануель де Мерод | Еммануель де Мерод | Еммануель де Мерод | Еммануель де Мерод |                  |                  |                  |                  |  |  |               |               |               |               |               |               |  |  |            |            |            |            |            |            |  |  |
|  |  |             |             |             |             |             |             |  |  |           |           |           |           | Луїза Лікі | Луїза Лікі | Луїза Лікі | Луїза Лікі | Луїза Лікі  | Луїза Лікі  |             |             | Еммануель де Мерод | Еммануель де Мерод | Еммануель де Мерод | Еммануель де Мерод | Еммануель де Мерод | Еммануель де Мерод |                  |                  |                  |                  |  |  |               |               |               |               |               |               |  |  |            |            |            |            |            |            |  |  |